# Détachement d'armée Kempf

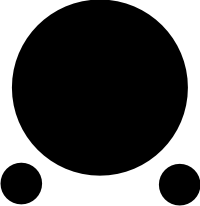
Insignes du détachement d'armée Kempf pendant l'opération Citadelle.

Le détachement d'armée Kempf (en allemand : Armee-Abteilung Kempf) est un détachement d'armée allemand de la Wehrmacht lors de la Seconde Guerre mondiale, formé le 1er février 1943 sous le nom de détachement d'armée Lanz (en allemand : Armee-Abteilung Lanz) d'après le nom de son chef Hubert Lanz, avant de prendre son nom définitif le 21 février 1943 à la suite du départ de celui-ci. Le 22 août 1943, l'unité est redésignée 8. Armee consécutivement au limogeage de Werner Kempf.
Formée dans la région de Kharkov sous le commandement de la Heeresgruppe B, elle passe à la mi-février 1943 sous le contrôle de la Heeresgruppe Süd, et participe à la bataille de Kharkov - Bielgorod en février - mars, puis à la bataille de Koursk. Au moment de sa redésignation, elle abandonne Kharkov.

## Organisation

### Commandant
| Date                           | Grade                    | Commandant   |
| ------------------------------ | ------------------------ | ------------ |
| 21 février 1943 - 16 août 1943 | General der Panzertruppe | Werner Kempf |
| 16 août 1943 - 22 août 1943    | General der Infanterie   | Otto Wöhler  |

### Chef d'état-major
| Date                           | Grade        | Commandant      |
| ------------------------------ | ------------ | --------------- |
| 21 février 1943 - 22 août 1943 | Generalmajor | Dr Hans Speidel |

### Officiers d'Opérations (Ia)
| Date                        | Grade | Commandant      |
| --------------------------- | ----- | --------------- |
| 15 juin 1943 - 22 août 1943 | Major | Horst Grüninger |

## Ordre de bataille
7 juillet 1943
- XXXXII. Armeekorps
  - 161. Infanterie-Division
  - 39. Infanterie-Division
  - 282. Infanterie-Division
- Generalkommando z.b.V. Raus (XI. Armeekorps)
  - 320. Infanterie-Division
  - 106. Infanterie-Division
- III. Panzerkorps
  - 6. Panzer-Division
  - 7. Panzer-Division
  - 19. Panzer-Division
  - 168. Infanterie-Division